# Komarovci
Komarovci su naselje u Republici Hrvatskoj u Požeško-slavonskoj županiji, u sastavu općine Kaptol.

## Zemljopis
Komarovci se nalaze sjeveroistočno od Kaptola i južno od Doljanovaca.

## Stanovništvo
Prema popisu stanovništva iz 2001. godine Komarovci su imali 233 stanovnika.
| broj stanovnika | 127   | 112   | 105   | 166   | 205   | 238   | 232   | 233   | 185   | 215   | 220   | 211   | 207   | 204   | 233   | 177   | 126   |
|                 | 1857. | 1869. | 1880. | 1890. | 1900. | 1910. | 1921. | 1931. | 1948. | 1953. | 1961. | 1971. | 1981. | 1991. | 2001. | 2011. | 2021. |